# Pelleautier
Pelleautier ist eine französische Gemeinde im Département Hautes-Alpes in der Region Provence-Alpes-Côte d’Azur. Sie gehört zum Arrondissement Gap und zum Kanton Tallard.

## Geografie
Pelleautier befindet sich im Bereich der Seealpen. Im Süden, an der Grenze zu La Freissinouse, befindet sich ein kleiner See namens Lac de Pelleautier. „Mardarel“ heißt ein Bach, der im Westen der Gemeindegemarkung entspringt und in Richtung Osten nach Neffes fließt. Die weiteren Nachbargemeinden sind La Freissinouse im Norden, Gap im Nordosten, Sigoyer im Süden, Châteauneuf-d’Oze im Südwesten und Manteyer im Westen.

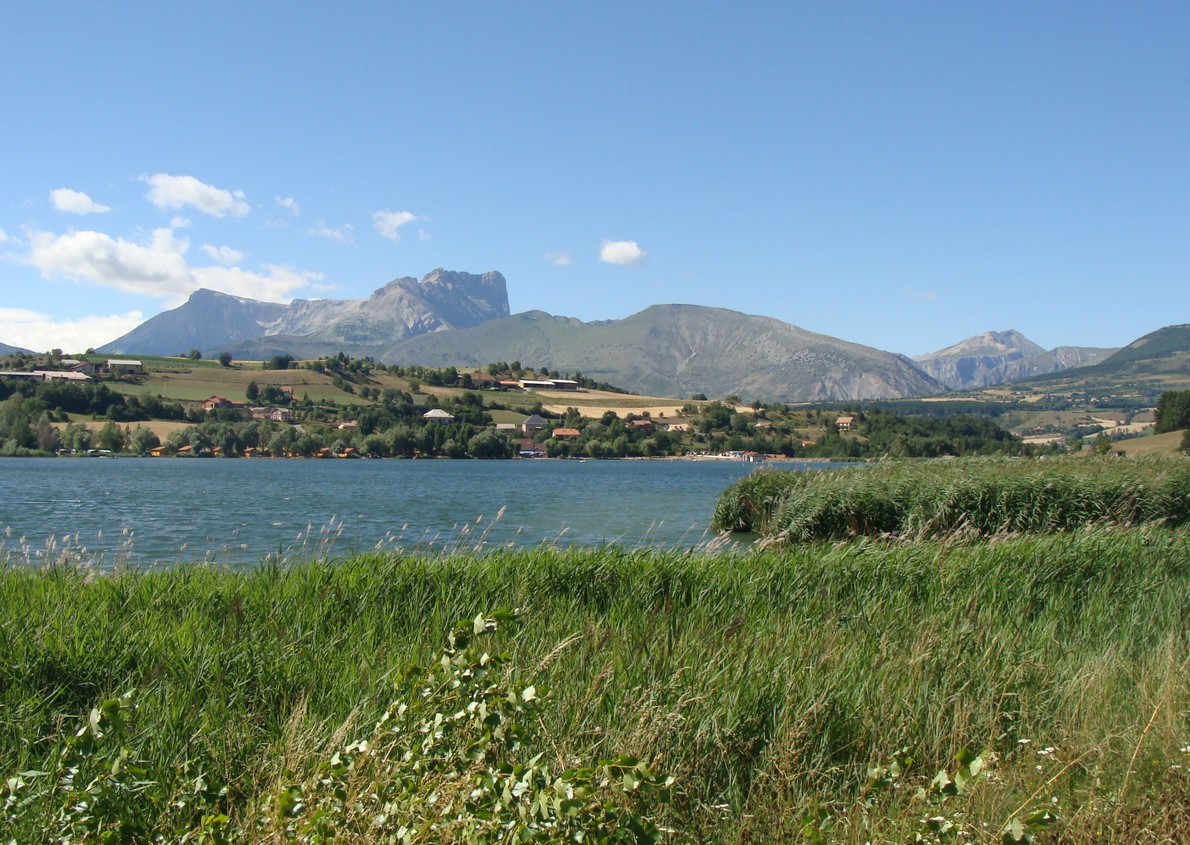
Lac de Pelleautier
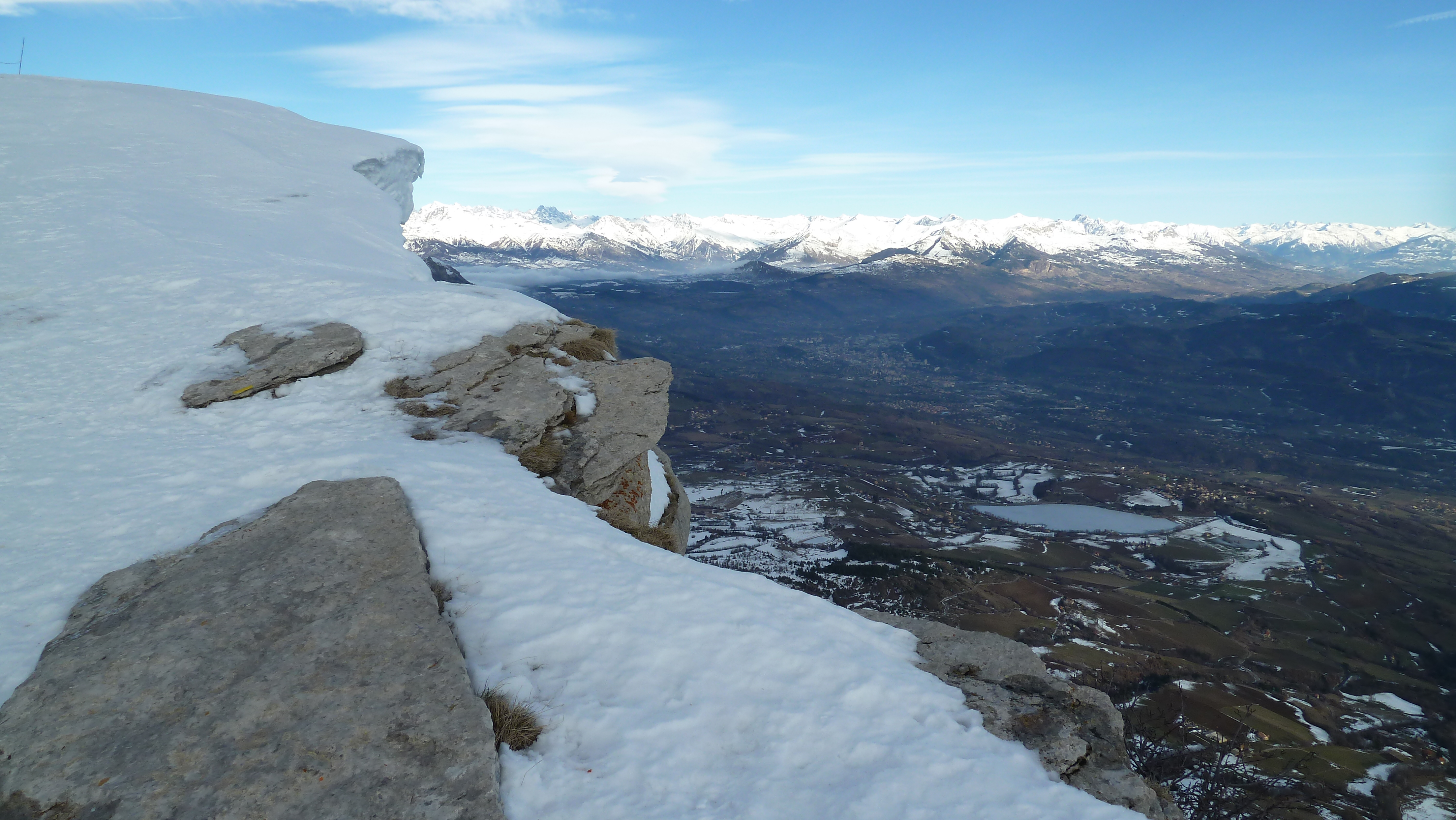
Blick vom Pic de Céüse auf den Lac de Pelleautier

## Bevölkerungsentwicklung
| Jahr      | 1962 | 1968 | 1975 | 1982 | 1990 | 1999 | 2008 | 2012 |
| --------- | ---- | ---- | ---- | ---- | ---- | ---- | ---- | ---- |
| Einwohner | 212  | 206  | 230  | 321  | 378  | 391  | 557  | 643  |

## Sehenswürdigkeiten
- Kirche Saint-Julien